# Andy Samberg
David A.J. 'Andy' Samberg (Berkeley, Kalifornia, 1978. augusztus 18. –) Primetime Emmy- és Golden Globe-díjas amerikai színész, komikus, rapper és író. A The Lonely Island humoristacsoport vezető tagja.

## Élete
Anyja „Margi“ (Marrow) általános iskolai tanító, apja Joe fényképész. Két testvére Johanna és Darrow. Még csak ötéves volt, amikor kijelentette szüleinek, hogy keresztnevét meg akarja változtatni, neki az Andy név tetszik. Zsidó vallású családban nőtt fel, saját magáról azt mondja, hogy nem kifejezetten vallásos.[forrás?]

## Filmográfia

### Film
| Év   | Magyar cím                                          | Eredeti cím                           | Szerep                               | Magyar hang      |
| ---- | --------------------------------------------------- | ------------------------------------- | ------------------------------------ | ---------------- |
| 2007 | Az örök kaszkadőr                                   | Hot Rod                               | Rod Kimble                           | Hujber Ferenc    |
| 2008 | Csimpilóták                                         | Space Chimps                          | Ham III (hangja)                     | Seder Gábor      |
| 2008 | Dalok ismerkedéshez                                 | Nick and Norah's Infinite Playlist    | hajléktalan                          |                  |
| 2009 | Spancserek                                          | I Love You, Man                       | Robbie Klaven                        | Hevér Gábor      |
| 2009 | Derült égből fasírt                                 | Cloudy With a Chance of Meatballs     | Brent McHale (hangja)                | Minárovits Péter |
| 2011 | Barátság extrákkal                                  | Friends with Benefits                 | Quincy                               | Kovács Lehel     |
| 2011 | Számos pasas                                        | What's Your Number?                   | Gerry Perry                          | Láng Balázs      |
| 2012 | Celeste és Jesse mindörökre                         | Celeste and Jesse Forever             | Jesse Abrams                         | Kovács Lehel     |
| 2012 | Celeste és Jesse mindörökre                         | Celeste and Jesse Forever             | Jesse Abrams                         | Szatory Dávid    |
| 2012 | Apa ég!                                             | That's My Boy                         | Todd Peterson / Han Solo Berger      | Kovács Lehel     |
| 2012 | Apa ég!                                             | That's My Boy                         | Todd Peterson / Han Solo Berger      | Ágoston Péter    |
| 2012 | Kertvárosi kommandó                                 | The Watch                             | Alkalmi résztvevő (cameo)            | nem szólal meg   |
| 2012 | Hotel Transylvania – Ahol a szörnyek lazulnak       | Hotel Transylvania                    | Jonathan Loughran (hangja)           | Berkes Bence     |
| 2013 | Nagyfiúk 2.                                         | Grown Ups 2                           | pompon fiú (cameo)                   | nem szólal meg   |
| 2013 | Kamatylista                                         | The To Do List                        | Van King                             |                  |
| 2013 | Derült égből fasírt 2. – A második fogás            | Cloudy with a Chance of Meatballs 2   | Brent McHale (hangja)                | Minárovits Péter |
| 2014 | Rossz szomszédság                                   | Neighbors)                            | tógás férfi (cameo)                  | nem szólal meg   |
| 2015 | Hotel Transylvania 2. – Ahol még mindig szörnyen jó | Hotel Transylvania 2                  | Jonathan Loughran (hangja)           | Berkes Bence     |
| 2016 | Popsztár: Soha ne állj le (a soha le nem állással)  | Popstar: Never Stop Never Stopping    | Conner Friel                         | Kovács Lehel     |
| 2016 | Gólyák                                              | Storks                                | Junior (hangja)                      | Hevér Gábor      |
| 2017 |                                                     | Take the 10                           | Johnny                               |                  |
| 2017 | Brigsby mackó                                       | Brigsby Bear                          | Eric                                 | Turi Bálint      |
| 2017 | Hotel Transylvania – Kutyus! (rövidfilm)            | Puppy!                                | Johnny Loughran (hangja)             | Berkes Bence     |
| 2018 | Hotel Transylvania 3. – Szörnyen rémes vakáció      | Hotel Transylvania 3: Summer Vacation | Johnny Loughran (hangja)             | Berkes Bence     |
| 2020 | Palm Springs                                        | Palm Springs                          | Nyles                                | Hevér Gábor      |
| 2021 | Amerika: A mozgókép                                 | America: The Motion Picture           | Benedict Arnold (hangja)             | Rába Roland      |
| 2022 | Hotel Transylvania – Transzformánia                 | Hotel Transylvania: Transformania     | Johnny Loughran (hangja)             | Berkes Bence     |
| 2022 | Chip és Dale: A Csipet Csapat                       | Chip 'n Dale: Rescue Rangers          | Dale (hangja)                        | Markovics Tamás  |
| 2023 | Veszélyes önállóság                                 | Self Reliance                         | önmaga                               | Kovács Lehel     |
| 2023 | Lee                                                 | Lee                                   | David Scherman                       | Kovács Lehel     |
| 2023 | Pókember: A pókverzumon át                          | Spider-Man: Across the Spider-Verse   | Ben Reilly / Scarlet Spider (hangja) | Brasch Bence     |
| 2023 |                                                     | Good Burger 2                         | önmaga (cameo)                       |                  |

### Televízió
| Év        | Magyar cím                            | Eredeti cím                                        | Szerep                                 | Megjegyzések                                                  |
| --------- | ------------------------------------- | -------------------------------------------------- | -------------------------------------- | ------------------------------------------------------------- |
| 2003–2004 |                                       | The 'Bu                                            | Aaron                                  | - 8 epizód - forgatókönyvíró                                  |
| 2005      | Az ítélet: család                     | Arrested Development                               | színpadi menedzser                     | 1 epizód                                                      |
| 2005      |                                       | House of Cosbys                                    | Cosby Team TriOsby (hangja)            | 2 epizód                                                      |
| 2005–2018 | Saturday Night Live                   | Saturday Night Live                                | több szereplő / önmaga (házigazda)     | - 140 epizód - forgatókönyvíró                                |
| 2008      |                                       | Human Giant                                        | Jonathan                               | 4 epizód                                                      |
| 2009      | 2009-es MTV Movie Awards              | 2009 MTV Movie Awards                              | önmaga (házigazda)                     | különkiadás                                                   |
| 2009–2011 | Amerikai fater                        | American Dad!                                      | Ricky a raptor / Antikrisztus (hangja) | 1 epizód                                                      |
| 2010      |                                       | Freaknik: The Musical                              | Chad (hangja)                          | tévéfilm                                                      |
| 2010      |                                       | The Sarah Silverman Program                        | Troy Bulletinboard                     | 1 epizód                                                      |
| 2010      | Városfejlesztési osztály              | Parks and Recreation                               | Carl Lorthner                          | 1 epizód                                                      |
| 2011–2017 | Kalandra fel!                         | Adventure Time                                     | több szereplő hangja                   | 3 epizód                                                      |
| 2012      |                                       | Portlandia                                         | Andy                                   | 1 epizód                                                      |
| 2012      | A stúdió                              | 30 Rock                                            | önmaga                                 | 1 epizód                                                      |
| 2012      | SpongyaBob Kockanadrág                | SpongeBob SquarePants                              | Carper ezredes (hangja)                | 1 epizód                                                      |
| 2012–2014 | Kakukk                                | Cuckoo                                             | Dale "Cuckoo" Ashbrick                 | 7 epizód                                                      |
| 2012–2016 |                                       | Comedy Bang! Bang!                                 | önmaga                                 | 5 epizód                                                      |
| 2013      |                                       | 28th Independent Spirit Awards                     | önmaga (házigazda)                     | különkiadás                                                   |
| 2013      | Égessük le James Francot!             | Comedy Central Roast of James Franco               | önmaga                                 | különkiadás                                                   |
| 2013–2015 |                                       | The Awesomes                                       | több szereplő hangja                   | 3 epizód                                                      |
| 2013–2021 | Brooklyn 99 – Nemszázas körzet        | Brooklyn Nine-Nine                                 | Jake Peralta                           | - főszereplő és producer - magyar hangja: - Kovács Lehel      |
| 2015      |                                       | The Eric Andre Show                                | Eric André                             | 1 epizód                                                      |
| 2015      |                                       | Major Lazer                                        | Dr. Nerd/ Dr. Bass Drop (hangja)       | 2 epizód                                                      |
| 2015      | 7 nap a pokolban                      | 7 Days in Hell                                     | Aaron Williams                         | - tévéfilm - vezető producer                                  |
| 2015      | 67. Primetime Emmy-gála               | 67th Primetime Emmy Awards                         | önmaga (házigazda)                     | különkiadás                                                   |
| 2016      |                                       | Party Over Here                                    | nem szerepel                           | alkotó és vezető producer                                     |
| 2016      | Új csaj                               | New Girl                                           | Jake Peralta                           | 1 epizód                                                      |
| 2017      |                                       | Michael Bolton's Big, Sexy Valentine's Day Special | Kenny G                                | különkiadás                                                   |
| 2017      | Master of None – Majdnem elég jó      | Master of None                                     | Nicolas Cage (hangja)                  | 1 epizód                                                      |
| 2017      | A gyógyszer útja                      | Tour de Pharmacy                                   | Marty Hass                             | - tévéfilm - vezető producer                                  |
| 2017      |                                       | Lady Dynamite                                      | önmaga                                 | 2 epizód                                                      |
| 2018      |                                       | Alone Together                                     | nem szerepel                           | vezető producer                                               |
| 2018      | Bob burgerfalodája                    | Bob's Burgers                                      | Brett (hangja)                         | 1 epizód                                                      |
| 2019      | 76. Golden Globe-gála                 | 76th Golden Globe Awards                           | önmaga (társ-házigazda)                | különkiadás                                                   |
| 2019      |                                       | PEN15                                              | nem szerepel                           | vezető producer                                               |
| 2019      |                                       | I Think You Should Leave with Tim Robinson         | Paul                                   | - 1 epizód - vezető producer                                  |
| 2019      |                                       | The Unauthorized Bash Brothers Experience          | Jose Canseco                           | - különkiadás - vezető producer                               |
| 2019      | A Sötét Kristály – Az ellenállás kora | The Dark Crystal: Age of Resistance                | The Heretic (skekGra) (hangja)         | 4 epizód                                                      |
| 2020      |                                       | Mapleworth Murders                                 | Bran BcBillan                          | 2 epizód                                                      |
| 2020      |                                       | Kal Penn Approves This Message                     | önmaga (vendég)                        | 1 epizód                                                      |
| 2020–2021 | Én még sosem...                       | Never Have I Ever                                  | önmaga (hangja)                        | 2 epizód                                                      |
| 2021      |                                       | Baking It                                          | önmaga (házigazda)                     | 6 epizód                                                      |
| 2022      | A fiúk ördögi oldala                  | The Boys: Diabolical                               | Gary, recepciós (hangja)               | 1 epizód                                                      |
| 2023      | Mulligan                              | Mulligan                                           | Prophet Dave (hangja)                  | 1 epizód                                                      |
| 2023–     | Digman!                               | Digman!                                            | Rip Digman (hangja)                    | - főszereplő, író és producer - magyar hangja: - Kovács Lehel |